# Anseropoda lobiancoi
Anseropoda lobiancoi is een zeester uit de familie Asterinidae.
De wetenschappelijke naam van de soort werd in 1897 gepubliceerd door Hubert Ludwig.